# Пейрітой

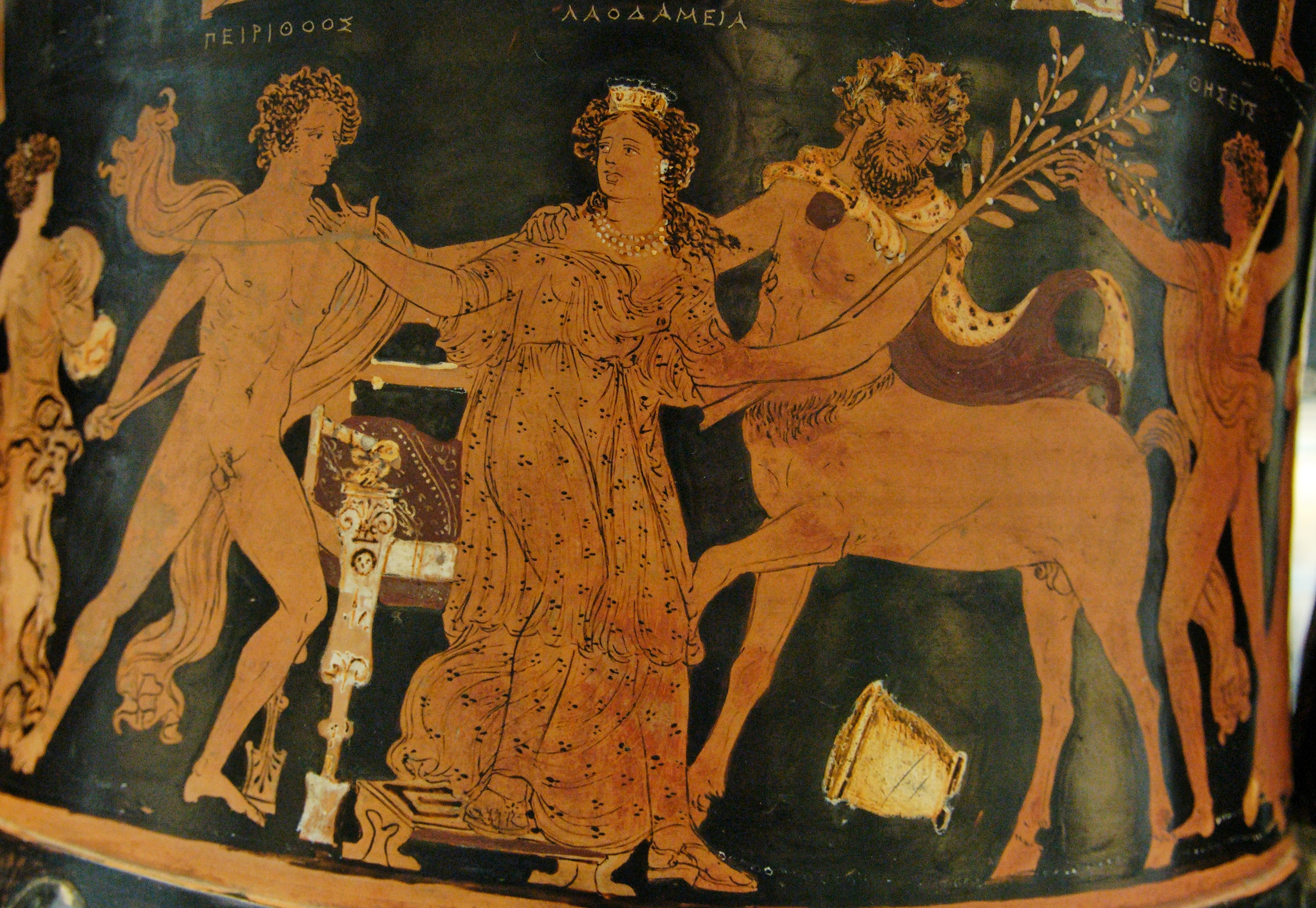
Пейрітой та Гіпподамія, червонофігурний кілікс-кратер, Вазописець Лаодамії

Пейріто́й, також Піріфо́й (грец. Πειρίθους) — син Іксіона (або Зевса) і Дії, фессалійський герой із племені лапітів, друг і соратник Тесея.
На весіллі Пейрітоя з Гіпподамією запрошені в гості кентаври, упившись, намагалися викрасти молоду та інших жінок. Зчинилася бійка (кентавромахія), під час якої, зокрема, кентавр Гріней вбив лапіта Бротея. Це призвело до війни лапітів з кентаврами, в якій брав участь Тесей. Пейрітой був учасником калідонського полювання, битви з амазонками, викрадення Єлени. За допомогою Тесея намагався викрасти Персефону, і розгніваний Аїд тримав його в підземному царстві. В Афінах Пейрітоя шанували як друга Тесея. Зображення Пейрітоя зустрічаються на метопах Парфенону, а також у вазовому живописі.